# Rhinella bernardoi
Rhinella bernardoi es una especie de anfibio bufónido perteneciente al género Rhinella. Se lo encuentra en el sector centro-oeste del Cono Sur de Sudamérica, siendo un endemismo del centro-oeste de la Argentina.

## Taxonomía

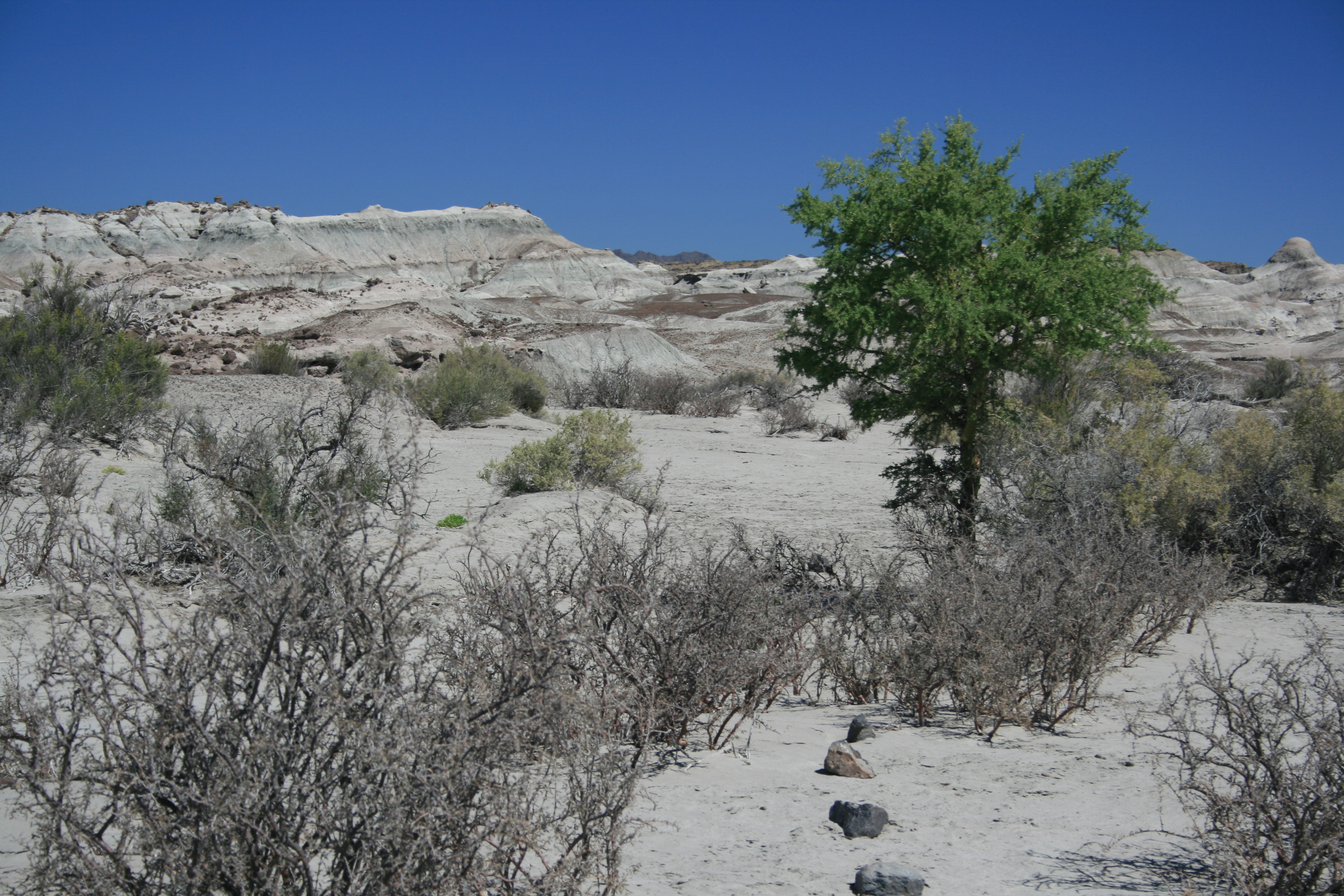
El parque provincial de Ischigualasto, hábitat de esta especie.

Esta especie fue descrita originalmente en el año 2010 por los biólogos Eduardo Alfredo Sanabria, Lorena Beatriz Quiroga, Federico José Arias y Ricardo Cortez.
El ejemplar holotipo fue colectado en el parque provincial de Ischigualasto, denominado popularmente “Valle de la Luna”, situado en el departamento Valle Fértil, extremo norte de la provincia de San Juan, centro-oeste argentino, en la región geográfica de Cuyo. Se trata de un área protegida de 275 369 hectáreas, célebre a nivel científico por ser un importante yacimiento paleontológico. Esta reserva limita con la provincia de La Rioja, donde hay un hábitat similar, si bien nunca ha habido colectas riojanas, por lo que se trata de un endemismo sanjuanino.
El holotipo fue catalogado como: FML 18400, siendo capturado a una altitud de 1400 m s. n. m., en las coordenadas: 30°10′9″S 67°48′37″O. El paratipo fue catalogado como IMCN-UNSJ 5046. Fue depositado en la Universidad Nacional de San Juan (UNSJ), San Juan, Argentina.
El taxón también fue colectado en una segunda localidad de la misma provincia, situada a 170 kilómetros al sur de la localidad tipo, en la quebrada de Las Flores (departamento Caucete) a una altitud de 743  m s. n. m., siendo el ejemplar archivado como: FML 23921. Su color dominante es el pardo claro, sobre el que se dispersan algunas manchas pardo oscuras a oliváceas. 
Etimología
Etimológicamente, el nombre genérico Rhinella se construye con la palabra en idioma griego: rhino (ῥῑνο-) con la combinación de la palabra en griego clásico “rhis” (ῥίς) que significa 'nariz' y el diminutivo en latín ‘ella’, es decir: 'pequeña nariz'. El término específico bernardoi es un epónimo que refiere al nombre de pila de Bernardo de la Iglesia Sanabria, a quien le fue dedicada la especie.

### Relaciones filogenéticas
Pertenece al grupo de especies Rhinella granulosa, el cual agrupa una serie de taxones distribuidos desde Panamá hasta el centro de la Argentina, los que poseen un tamaño pequeño, tienen la piel rugosa cubierta de tubérculos queratinizados, y presentan hábitos de excavación de cuevas.
En el año 2015, una revisión de las relaciones filogenéticas de los componentes de este grupo de especies, encontró en el análisis mitocondrial a Rhinella bernardoi anidada en R. dorbignyi, pero no en el análisis nuclear en el que se recuperó como taxón monofilético, hermano de R. dorbignyi y R. fernandezae.
Basándose en su morfología diferente y su genotipo nuclear distintivo, estos investigadores consideran a R. bernardoi como una especie plena, y no como un taxón insertado dentro de la especie R. dorbignyi, aunque compartan haplotipos mitocondriales casi idénticos.
Los hábitats de ambas especies son muy contrastantes y sus distribuciones geográficas están separadas por al menos 1000 km en línea recta. R. dorbignyi es un anfibio que habita pastizales, bañados y bosques y sabanas húmedas del centro-este del Cono Sur, en regiones con precipitaciones anuales de entre 700 y 1300 mm. R. bernardoi, en cambio, habita en desiertos arbustivos cálidos pertenecientes a la ecorregión del Monte, con escasas lluvias anuales que suman entre 80 y 250 mm, en una geonemia restringida a la región pre-andina de la región centro-occidental de la Argentina.
La cercana similitud mitocondrial entre R. bernardoi y algunos individuos de R. dorbignyi, con una importante divergencia nuclear, y el carácter morfológicamente distintivo de la especie con respecto a R. dorbignyi, sugieren la ocurrencia en el pasado de sucesos de hibridación entre estas especies, los que fueron seguidos por una fijación de haplotipos de ADNmt de R. dorbignyi en R. bernardoi, sin polimorfismos nucleares asociados con introgresión (sin retrocruzamiento) sobre la base de los análisis de secuencias. Un fenómeno idéntico fue demostrado en dos especies estrechamente relacionadas: R. marina y R. schneideri. Las poblaciones de la primera que están situadas al sur del río Amazonas tienen masivamente una introgresión de un genoma mitocondrial de R. schneideri.

## Conservación
A R. bernardoi la Unión Internacional para la Conservación de la Naturaleza (IUCN) aún no lo categorizó. Una categorización específica sobre los anfibios argentinos, publicada en 2012, la consideró en la categoría de «Insuficientemente Conocida» (IC).